# Acraea ainaureata
Acraea ainaureata är en fjärilsart som beskrevs av Eltringham 1912. Acraea ainaureata ingår i släktet Acraea och familjen praktfjärilar. Inga underarter finns listade i Catalogue of Life.